# 营区领袖 (党卫队)
营区领袖是纳粹德国骷髅总队的一个頭銜，一名营区领袖通常管辖容纳二百至三百名納粹集中營囚犯的营区；在规模较大的納粹集中營，一名营区领袖管辖的囚犯数量甚至能达到一千人。营区领袖负责监督囚犯的考勤情况和日常工作，负责配发口粮。担任营区领袖的通常是职衔为親衛隊下級小隊領袖的党卫队士兵或职衔为親衛隊小隊領袖的党卫队士官。协助营区领袖工作的是一些被称作囚监的囚犯工作人员。在纳粹的死亡营中，营区领袖负责用齊克隆B毒剂毒杀囚犯。